# پیرووات کیناز
پیرووات کیناز آنزیمی است که در مرحله آخر گلیکولیز با انتقال گروه فسفات از فسفوانول پیرووات به ADP به آن را پیرووات تبدیل می‌کند.